# Dragan Bakema
Dragan Bakema (Servisch: Драган Бакема) (Appelscha, 12 mei 1980) is een Nederlands acteur en schrijver.

## Biografie
Bakema is de zoon van een Nederlandse vader en Servische moeder. Hij groeide op in Oosterwolde. In 1990 was Bakema 5e all-round turner in de A-lijn. Later ging hij naar de Vooropleiding Theater (De Noorderlingen) in Groningen. Hij heeft de toneelopleiding in Arnhem gevolgd.
Na zijn afstuderen speelde Bakema in een groot aantal theaterproducties, waaronder Naar Damascus bij Toneelgroep Amsterdam onder regie van Pierre Audi, Platonov (regie: Alize Zandwijk) en Richard de Derde (regie: Andreas Kriegenburg), beide bij het RO theater.
Op televisie was hij te zien in verschillende series, waaronder De Troon van Erik de Bruyn, Medea van Theo van Gogh en In Therapie, een bewerking van de succesvolle Amerikaanse HBO‐serie In Treatment. Hij speelde ook gastrollen in een groot aantal televisieseries, waaronder Dunya en Desie en Hartslag.
Verder was Bakema te zien in een aantal korte en lange films, waaronder het met drie Gouden Kalveren onderscheiden Joy van Mijke de Jong, Verre Vrienden van Marleen Jonker, Shocking Blue van Mark de Cloe en Hoe Overleef Ik… Mezelf? en Richting West, beide van Nicole van Kilsdonk. Voor zijn rol in de telefilm Loverboy van Lodewijk Crijns werd hij onderscheiden met de Best Talent Award.
Naast acteur is hij ook actief als scenarioschrijver en producent voor het door hem opgerichte Popov Film (‘Popov’ als in de geboortenaam van zijn moeder). Samen met Sander Burger en Maria Kraakman schreef hij het filmscenario voor Olivier etc., en daarna hun tweede scenario; Hunting & Zn.. Ook hierin speelde hij opnieuw samen met Maria Kraakman. Zowel Bakema als Kraakman werden genomineerd voor het Gouden Kalf voor respectievelijk beste acteur en beste actrice.
In januari en februari 2011 speelde hij de jonge Rembrandt in de vierdelige EO-serie Rembrandt en ik. Vanaf maart 2011 was Bakema in de Nederlandse bioscopen te zien in het Engelstalige Brownian Movement van Nanouk Leopold, waarin de Duitse actrice Sandra Hüller de vrouwelijke hoofdrol speelde.
In het najaar van 2011 was Bakema te zien in de romantische politieserie Hart tegen hard waarin hij de mannelijke hoofdrol speelt. De vrouwelijke hoofdrol wordt gespeeld door Elise Schaap.
In het najaar van 2012 was hij te zien zijn in een van de hoofdrollen in de nieuwe Nederlandse dramaserie De Geheimen van Barslet.
Daarnaast is Bakema ook te zien op het toneel. Zo was hij begin 2012 te zien in de hoofdrol als Erik Hazelhoff Roelfzema (Rutger Hauer vertolkte de rol in de gelijknamige film) in de musical Soldaat van Oranje. Eind 2012 was hij te zien in de hoofdrol (Stanley Kowalsky) in het toneelstuk Tramlijn Begeerte van Toneelgroep Oostpool.
In 2017 deed Bakema mee aan The Homeless Experience. Een televisieprogramma van de EO waarvoor hij drie weken lang op straat heeft geslapen.

## Theater
- Tramlijn Begeerte (2012) - Stanley Kowalski, Toneelgroep Oostpool
- Soldaat van Oranje (2012) - Erik Hazelhoff Roelfzema
- Het Pauperparadijs (2016) - Johannes van den Bosch
- Lazarus (2019-2020) - Thomas Jerome Newton
- De Man van La Mancha (2023-2024) Sancho Panza, De Theateraliantie

## Trivia
- Bakema speelde twee keer een rol met de naam 'Michael', namelijk in Loverboy en in Hitte/Harara.